# 沖端村
沖端村（おきのはたむら）は、福岡県山門郡にあった村。現在の柳川市の一部。

## 地理
沖端川の下流左岸に位置した。

## 歴史
- 1889年（明治22年）4月1日 - 町村制の施行により、山門郡筑紫村（字元町を除く）、柳川市街3町（稲荷町・沖端町・矢留町）、矢留村が合併して村制施行し、沖端村が発足[1][2]。
- 1910年（明治43年）- 魚市場開設[1]
- 1931年（昭和6年）- 上水道設置[1]
- 1951年（昭和26年）4月1日 - 山門郡柳河町、城内村、西宮永村、東宮永村、両開村と合併して柳川町を新設して廃止された[1][2]。